# Daniel Bessa
Daniel Sartori Bessa (São Paulo, 14 januari 1993) is een Braziliaans-Italiaans voetballer die doorgaans speelt als middenvelder. In juli 2025 verliet hij Al-Ittihad.

## Clubcarrière
Bessa speelde in de jeugd van Coritiba en Athletico Paranaense in zijn vaderland. In 2008 plukte Internazionale hem weg uit Brazilië. In 2012 speelde hij overtuigend met de jeugd van Inter mee in The NextGen Series. Hij won met zijn team het toernooi en in de finale tegen Ajax gaf Bessa de assist op de treffer van Samuele Longo. Op 31 januari 2013 werd de middenvelder voor een half jaar verhuurd aan Vicenza, waarvoor hij driemaal in actie kwam. Het half jaar erna speelde hij één duel voor Olhanense. Sparta Rotterdam was de club die hem op 22 januari 2014 voor een half jaar van Inter huurde. Onder leiding van coach Gert Kruys maakte hij zijn debuut voor Sparta op 9 maart 2014, toen hij in de vierenvijftigste minuut aantrad als vervanger van aanvaller Donovan Deekman in een duel tegen Jong FC Twente (0–1).
Het seizoen 2014/15 bracht Bessa door op huurbasis bij Bologna. In de zomer van 2015 werd hij voor één seizoen gestald bij Como. Na een jaar bij Como gespeeld te hebben, keerde hij terug naar Internazionale. Dat deed hem in augustus 2016 opnieuw van de hand, maar nu definitief. Hellas Verona nam de Braziliaanse Italiaan over. In januari 2018 nam Genoa hem op huurbasis over voor anderhalf seizoen, met tevens een optie tot koop. Deze optie werd niet gelicht en in de zomer van 2019 keerde Bessa terug naar Hellas. Begin 2020 ging hij voor het eerst als seniorenspeler in zijn geboorteland Brazilië spelen, op huurbasis bij Goiás. In de zomer van 2022 verliep de verbintenis van Bessa bij Hellas, waarop hij de club verliet. Hierna tekende hij bij Al-Ittihad.